# Институт за национална история
Институтът за национална история (на македонска литературна норма: Институт за национална историја) на Северна Македония е основан с наредба на правителството на Народна република Македония на 22 юли 1948 година. Основната задача на Института е да проучва историята на областта Македония и нейното население, като дава основните насоки на северномакедонската историография. От 1957 година институтът издава научното списание „Гласник“. В специален закон от 1965 година е уреден статутът на Института. Седалището на Института е в Скопие на улица „Григор Пърличев“ № 3. В 1995 година е приет закон за Института за национална история е от 1996 година, допълнен в 2002 година. Негов пръв председател е Митко Зафировски. Директори на Института са били Методия Соколоски, Михайло Апостолски, Новица Веляновски, Тодор Чеперганов, Драги Георгиев.

## Отделения
Научноизследователската дейност на ИНИ се върши чрез седем постоянни отделения:
- Отделение за антична и средновековна история на Македония (до 1371 година)
- Отделение за историята на Македония по време на Османското владичество (до началото на XIX век)
- Отделение за проучване на периода на Възраждане и националноосвободителното движение (до 1912 година)
- Отделение за историята на македонския народ (1913-1941)
- Отделение за историята на македонския народ (1941-1991)
- Отделение за историята на малцинствата на Балканите и преселенията
- Балканоложко отделение